# Ivar Combrinck
Ivar Bodo Combrinck (* 16. Januar 1943 in Anrath; † 15. September 2006 in München) war ein deutscher Schauspieler, Synchronsprecher, Dialogbuchautor und Synchronregisseur.

## Leben
Ivar Combrinck spielte in den 1960er Jahren an den Theaterbühnen von Koblenz, Oberhausen, Dortmund und Wuppertal. Im Jahr 1970 erhielt er ein Engagement in München, wo er sich niederließ und als Sprecher bei Funk und Synchron zu arbeiten begann. Mehrfach synchronisierte er den Schlagersänger Chris Roberts in dessen Filmen, später sprach er unter anderem Sam Bottoms (Der Texaner), John Travolta (Carrie), John Savage (Die durch die Hölle gehen, Hair), Lewis Collins (Die Profis), Bill Pullman (Schlaflos in Seattle) und Kevin Spacey (Iron Will). Zudem lieh er Peter Davison als „Tristan Farnon“ in der Serie Der Doktor und das liebe Vieh seine Stimme.
Ab 1976 spezialisierte sich Combrinck als Dialogbuchautor und Regisseur auf das Synchronisieren von Filmen und Fernsehserien. Er arbeitete dabei für Synchronstudios in München und von 1984 bis 1997 zusätzlich auch in Berlin. Mitte der 1980er Jahre brachte er mehrere US-Sitcoms erstmals für das ZDF ins deutsche Fernsehen, die jedoch alle nach wenigen Folgen wieder abgesetzt wurden. Combrincks Adaptionen gingen dabei so weit, nicht nur die Titelsongs relativ frei ins Deutsche zu übertragen, sondern auch die Rollennamen. Bei manchen Folgen wies die deutsche Fassung gar eine komplett veränderte Handlung auf. Bekannte Beispiele sind Hilfe, wir werden erwachsen (Originaltitel: Family Ties), das später als Familienbande bzw. Jede Menge Familie in neuer Synchronfassung im Privatfernsehen gesendet wurde, sowie Cheers, das im ZDF unter dem Titel Prost, Helmut! lief. Die Kneipe hieß in dieser Fassung Zum fröhlichen Feierabend und auch die Namen der meisten Charaktere wurden eingedeutscht; Norm war nun Helmut, aus Cliff wurde Uwe und Sam nannte sich Hubert. Combrinck selbst sang seine deutsche Version des Titelsongs und synchronisierte Ted Danson. Nach nur 13 Folgen wurde die Serie wieder abgesetzt und erst 1995 in einer originalgetreuen Neusynchronisation wieder im deutschen Fernsehen gesendet.
Zu Combrincks bekanntesten Arbeiten zählen die Zeichentrickserien Die Simpsons, die er ab der vierten Staffel übernahm, sowie Futurama und Family Guy. Neben seiner Tätigkeit als Dialogbuchautor und Regisseur war er auch hier häufig selbst als Synchronsprecher aktiv, zum Beispiel als Stimme von Reverend Lovejoy, Professor Frink und Sideshow Bob bzw. Tingeltangel-Bob in Die Simpsons, Zapp Brannigan in Futurama sowie Glenn Quagmire und Tom Tucker in Family Guy. Weitere Produktionen, für deren Übersetzung Ivar Combrinck zuständig war, sind z. B. die Serien Jake und McCabe – Durch dick und dünn, Beverly Hills, 90210 und Das Leben und Ich, die Musicalverfilmung Hair sowie der Familienfilm Ein Hund namens Beethoven. Bei den Sitcoms Harrys wundersames Strafgericht und Nachtschicht mit John schrieb er die deutschen Bücher, führte Regie und sprach John Larroquette.
Combrinck starb am 15. September 2006 im Alter von 63 Jahren an den Folgen eines Hirntumors. Noch zu Lebzeiten trat Combrinck – nachdem er von seiner Erkrankung erfahren hatte – die Verantwortung für die von ihm betreuten Fernsehserien an Matthias von Stegmann ab, der nun auch nach Combrincks Tod diese Arbeit fortführt.
Ivar Combrinck war der Sohn von Bodo Combrinck, der von 1939 bis 1945 die Justizvollzugsanstalt Willich leitete.
Bei einigen Produktionen synchronisierte er mit seiner Frau Inge Solbrig-Combrinck, seinem Sohn Butz (* 1981) und seiner Tochter Caroline (* 1983) gemeinsam. Combrinck lebte zuletzt abwechselnd in München und in Florida.

## Kritik wegen Synchronisationsarbeit
Da viele deutschsprachige Fans auch die englischen Originalversionen kennen, sind Websites entstanden, die sich ausschließlich mit der Qualität der Synchronfassungen von Die Simpsons und Futurama befassen und insbesondere Übersetzungsfehler diskutieren. Von Fans und Medien wurde Combrinck vorgeworfen, wesentliche Gags falsch übersetzt zu haben. Neben der häufigen Fehlinterpretation von Redewendungen wurde vor allem Combrincks mangelndes Technik- und Science-Fiction-Wissen bemängelt, so wurde in Futurama durch ihn zum Beispiel „Control-Alt-Delete“ mit „Alternativkontrolllöschung“ oder „Debugger“ mit „Entwanzer“ übersetzt.

## Filmografie (Auswahl)

### Dialogautor und Synchronregisseur

#### Filme
| - Die Amy-Fisher-Story (Fernsehfilm) - Die Augen der Laura Mars - Die blaue Lagune - Blutige Hände (Fernsehfilm) - Convoy - Driver - Eine Familie namens Beethoven - Der Fluch des Dämonen - Free Willy 2 – Freiheit in Gefahr - Der große Eisenbahnraub - Hair - Ein Hund namens Beethoven - Krieg der Eispiraten - Der Mann aus San Fernando - McQuade, der Wolf | - Monster im Nachtexpreß - Nobody is Perfect - Olympische Träume – Die Gail-Devers-Story (Fernsehfilm) - Scanners – Ihre Gedanken können töten - Der tödliche Schwarm - Die Top Cops - Verflixt verstrickt - Vier Dinos in New York - Was, du willst nicht? - Wie ein wilder Stier - Zehn – Die Traumfrau - Zwei ausgebuffte Profis - Zwei bärenstarke Typen - Zwei dicke Freunde |

#### Serien
| - Auf den Schwingen des Adlers (Miniserie) - Beverly Hills, 90210 (125 Folgen) - Big Sky – Einsatz über den Wolken - Cannon (77 Folgen) - Echt super, Mr. Cooper! - Ein doller Dreier - Eine reizende Familie - Family Guy (49 Folgen) - Fury (52 Folgen) - Futurama (72 Folgen) - Harry hat 'nen Vogel - Harrys wundersames Strafgericht - Hilfe, wir werden erwachsen - Das Imperium – Die Colbys - Im Schatten der Eule | - Jake und McCabe – Durch dick und dünn - Keiner kriegt die Kurve - Das Leben und Ich - Mamma Lucia (Miniserie) - Mann, halt die Luft an! - Mein lieber John (38 Folgen) - Meine Mutter, deine Mutter - Nachtschicht mit John - Die Profis - Prost, Helmut! - Quo Vadis? (Miniserie) - Die Simpsons (308 Folgen) - Sonnenpferde - Die Unbestechlichen - Die Unbestechlichen (Remake) |

### Schauspieler

#### Theater
- Leutnant Hartmann in Des Teufels General, Theater in der Josefstadt, Wien 1974

#### Fernsehen
- Beamter der Spurensicherung in Tatort: Rechnung mit einer Unbekannten, 1978
- 1. Betrunkener in Der ganz normale Wahnsinn, Folge 11, 1979
- 3. Beamter (Fall 1) in Aktenzeichen XY … ungelöst vom 5. September 1980
- Hans Wendrich (Fall 6) in Aktenzeichen XY … ungelöst vom 18. September 1981
- Schröder (Fall 4) in Aktenzeichen XY … ungelöst vom 11. Dezember 1981
- Peter Greifeldt (Fall 1) in Aktenzeichen XY … ungelöst vom 29. Oktober 1982